# بلبل خالدار
بلبل خالدار یا بلبل برفک (نام علمی: Luscinia Luscinia) پرندهای از تیرهٔ توکایان با ۱۶ سانتی‌متر طول و شبیه توکای کوچکی با پرو بال زیتونی تیره و خاکستری قهوه‌ای است. در ایران، پرنده‌ای مهاجر و فراوان است.
بلبل خالدار نر و ماده همشکل و خیلی شبیه بلبل معمولی است. با این تفاوت که بدن و دمش پررنگ‌تر و بیشتر قهوه‌ای زیتونی است.

## نگارخانه

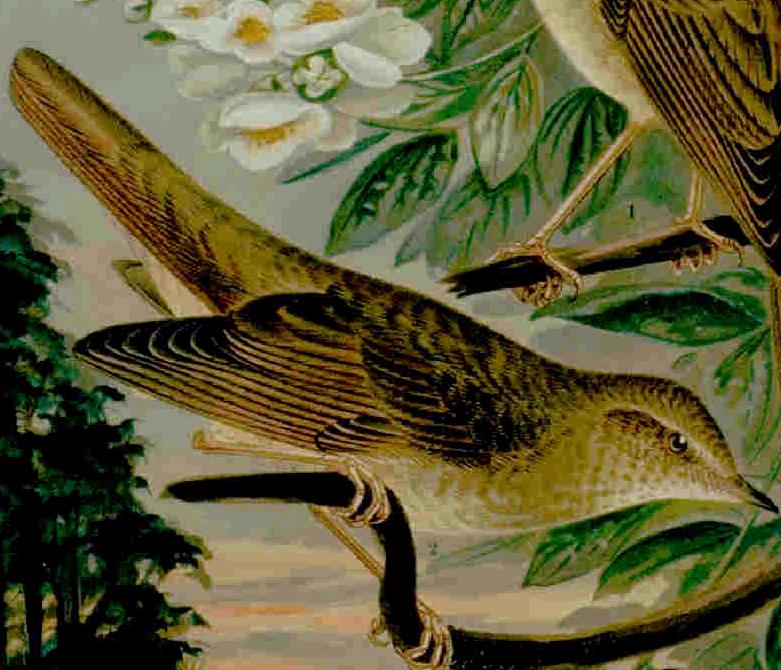
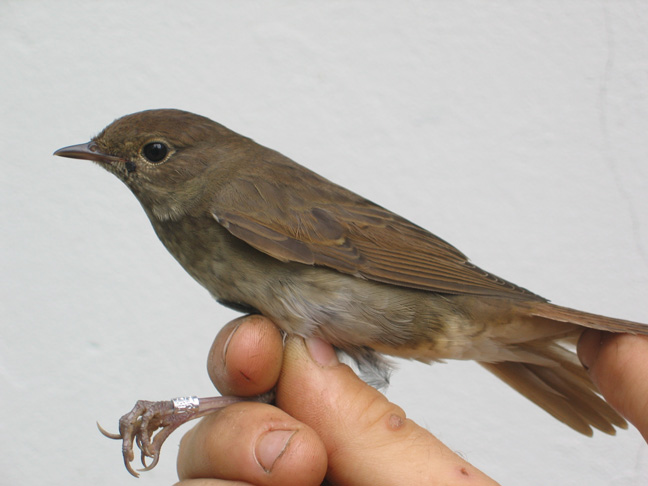
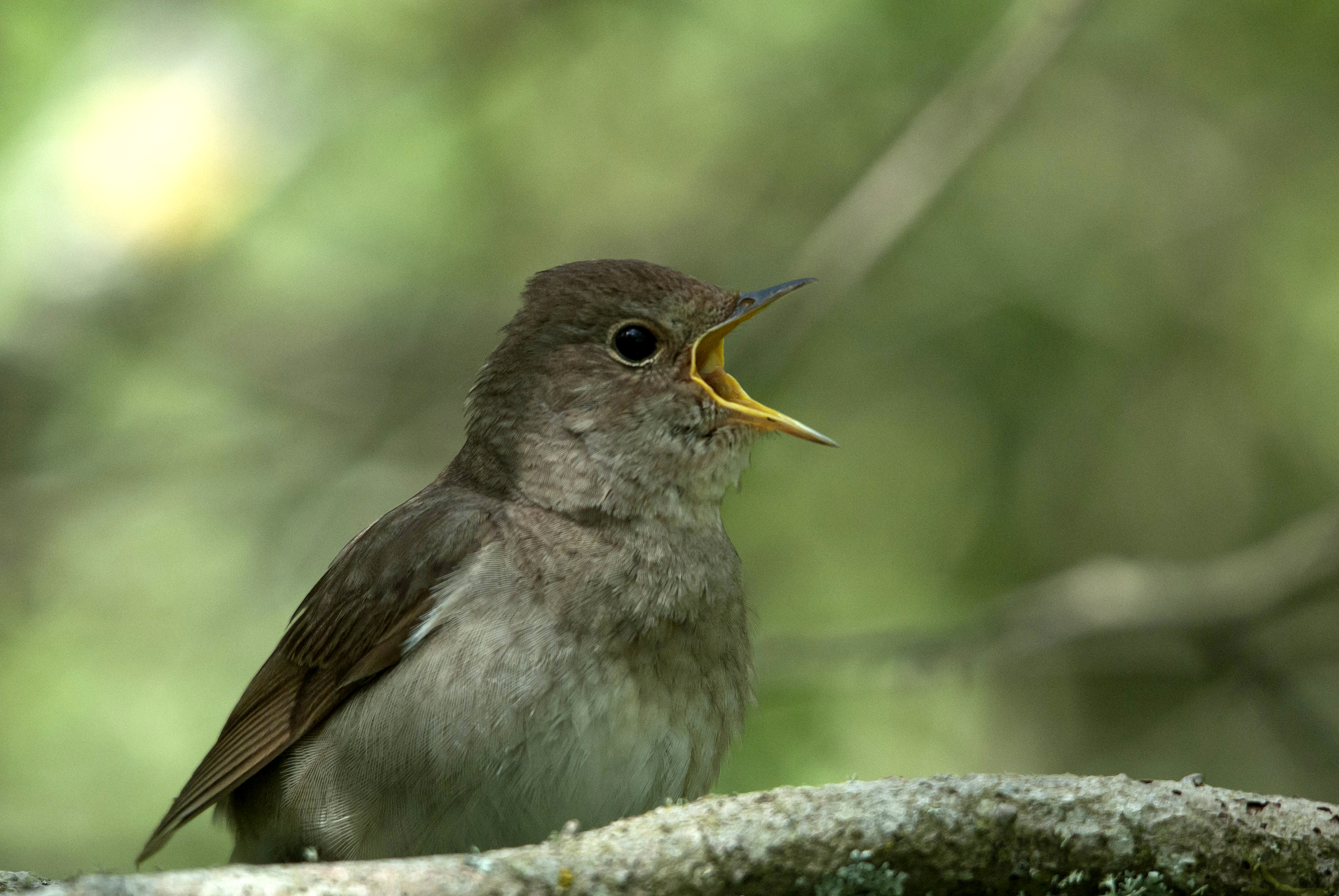
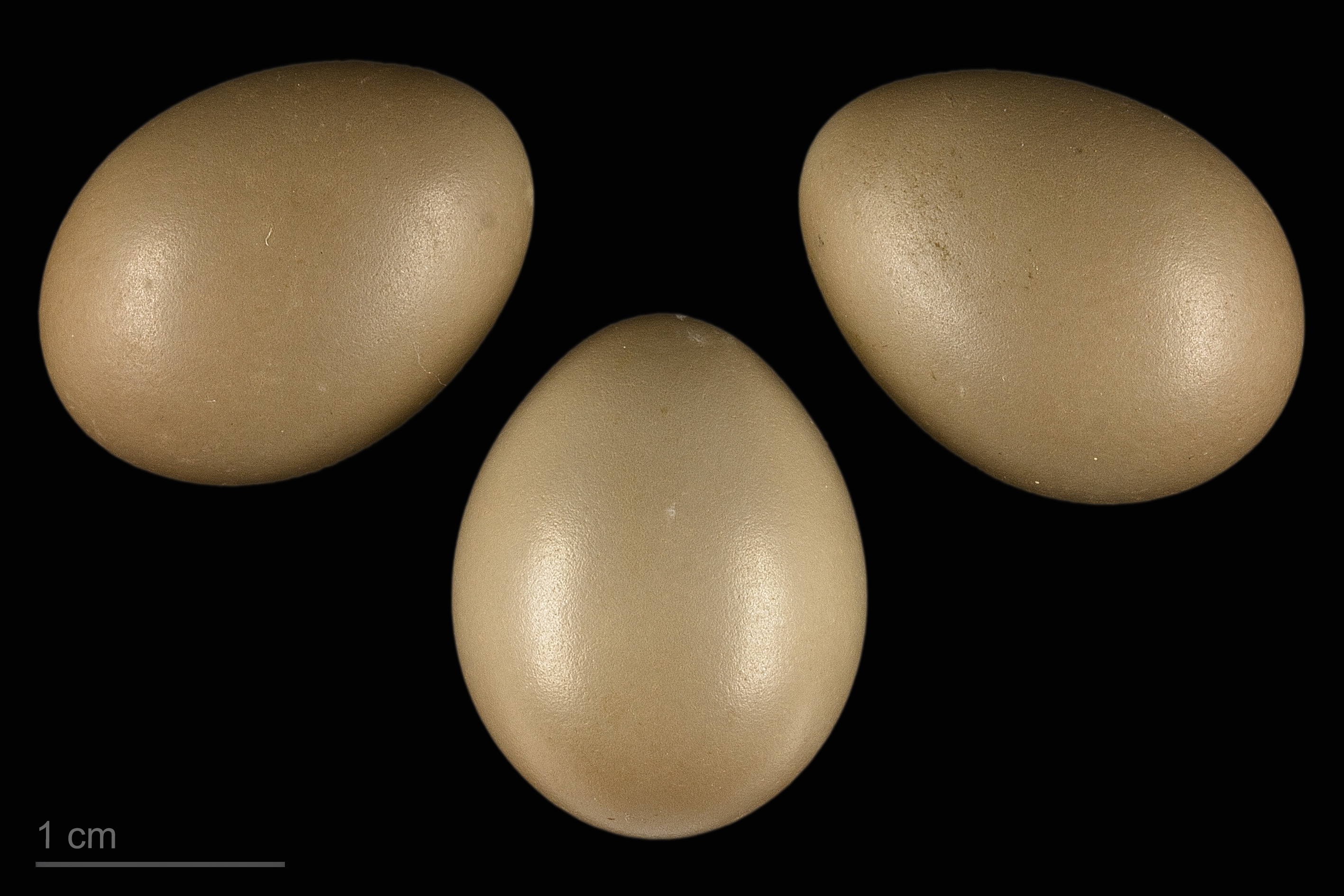
Luscinia luscinia